# ربيع الزين
ربيع الزين (26 فبراير 1986  -)، ممثل وعارض.أزياء لبناني حصل على لقب ملك جمال لبنان 2014 ولقب الوصيف الأول في مسابقة ملك جمال العالم 2015

## حياته ومشواره الفني
ولد في مدينة بيروت وبدأ يعمل كعارض أزياء منذ سن الثالثة عشر درس اختصاصي الإعلام والتمثيل والمسرح في كلية الفنون بدأت حياته المهنية كصحافي يسلّط الضوء بقلمه على أخبار المشاهير، عمل في إذاعة «صوت بيروت» لمدة خمسة أعوام وكذلك في «إذاعة لبنان» قدم برنامجًا في قناة الجزيرة للأطفال، وعمل في الصحافة المكتوبة مع موقع «النشرة» ومجلة «ليل نهار» ثم انتقل إلى عالم تصوير الإعلانات والأزياء.
وأهم إنجاز عمله خلال عمله بهذه القناة انه قابل السيد بيل غيتس رجل الأعمال الأمريكي ومؤسس شركة ميكروسوفت، ويعتبر أول عربي يقوم بعمل لقاء مع السيد غيتس  ، وعمل كعارض لمدة عشر سنوات في وكالة نضال بشراوي ثم تقدم للاشتراك بمسابقة ملك جمال لبنان 2014 شارك بعدها في حفل انتخاب "Man of the World" في تركيا 
انطلاقته في التمثيل كانت عام 2016 بمسلسل البيت الكبير حيث جسد شخصية سليم....

### حياته الأسرية
تعرف على أخصائية التغذية إنجي قصابية وخلقت بينهما قصة حب وتزوجا عام 2016 وحملت بإبنتيه التوأم وتوفيتا في الشهر السادس بسبب إهمال الطبيب

## أعماله

### في التمثيل
| سنة الإنتاج | اسم المسلسل          | الشخصية |
| ----------- | -------------------- | ------- |
| (2016)      | البيت الكبير         | سليم    |
| (2019)      | العاصي- البيت الأبيض | ساري    |

### تقديم البرامج
| سنة الإنتاج | اسم البرنامج              | عرض على     |
| ----------- | ------------------------- | ----------- |
| 2013        | شاشتك                     | تلفزيون جيم |
| 2018        | بتحلى الحياة فقرة الرياضة | ال بي سي آي |

### في الفيديو كليب
| سنة الإنتاج | الفنانة        | الأغنية            |
| ----------- | -------------- | ------------------ |
| 2012        | رشا            | في ليلة من الليالي |
| 2014        | كريستينا صوايا | أنا دايبة          |
| 2015        | شيماء هلالي    | يانهار             |
| 2019        | نهوى           | أنا إلك            |

## الجوائز
- لبنان: الميدالية الذهبية في برنامج ستوديو الفن عن فئة تقديم البرامج 2010.
- لبنان: لقب ملك جمال لبنان 2014
- كوريا الجنوبية: لقب الوصيف الأول في مسابقة ملك جمال العالم 2015